# Beliankinita
La beliankinita és un mineral de la classe dels òxids. Rep el nom en honor de Dmitri Beliankin (11 d'agost de 1876, Lamanikha, província de Vologda, Imperi Rus - 20 de juny de 1953, Moscou, Rússia), destacat mineralogista i petrògraf rus. Va dirigir, en diferents moments, l'Institut Petrogràfic, l'Institut de Ciències Geològiques i el Museu Mineralògic de l'Acadèmia de les Ciències de l'URSS.

## Característiques
La beliankinita és un òxid de fórmula química Ca1-2(Ti,Nb)₅O₁₂·9H₂O. És un sòlid amorf. La seva duresa a l'escala de Mohs es troba entre 2 i 3. Alguns autors suggereixen que la beliankinita és una barreja de minerals (principalment anatasa) que es forma com a alteració de la murmanita o la lomonossovita.
Segons la classificació de Nickel-Strunz, la beliankinita pertany a «04.FM - Hidròxids amb H₂O +- (OH); sense classificar» juntament amb els següents minerals: franconita, hochelagaïta, ternovita, gerasimovskita, manganbeliankinita, silhydrita i cuzticita.

## Formació i jaciments
Va ser descoberta a la pegmatita Medvezh'ya Berloga, situada al mont Selsurt, al massís de Lovozero (óblast de Múrmansk, Rússia). També ha estat descrita en altres indrets propers del mateix massís, així com del massís de Khibini. També ha estat trobada al desert oriental d'Egipte.